# Скрылёв, Валерий Анатольевич
Валерий Анатольевич Скрылёв (род. 28 октября 1954 года , Ленинград, РСФСР) — российский деятель в области боевых искусств, тренер, официальный представитель Ямада-сэнсэя в России. С 1992 по 2018 год - Президент Федерации айкидо Санкт-Петербурга и Ленинградской области

## Биография
Родился 28 октября 1954 года в городе Ленинграде, в семье Анатолия Андреевича Скрылёва и Тамары Ильиничны Скрылёвой (Куклиной).
В 1961 году переехал с родителями в пос. Борисовка, Белгородской обл. В 1962 году пошёл в первый класс Борисовской средней школы № 1. В 1968 году был принят в члены ВЛКСМ. В период учёбы в школе активно занимался общественной работой, был председателем совета дружины школы, секретарём комсомольской организации школы, председателем районного политического клуба десятиклассников «Ровесник», членом Райкома ВЛКСМ. С пятого класса активно занимался спортом: гимнастика, вольная борьба, затем — самбо и дзюдо. В июле 1972 года, после окончания школы, поступил в Высшее военно-морское инженерное училище имени Ф. Э. Дзержинского, которое закончил в июне 1977 года по специальности «инженер-механик» (по эксплуатации ядерных энергетических установок). В декабре 1974 года был принят в члены КПСС. С первого курса училища был секретарём комсомольской организации роты, за тем секретарём партийной организации роты, заместителем командира роты (главный корабельный старшина).

## Военная служба
В 1977 году был направлен на службу в 42-ю школу специалистов рядового плавсостава ВМФ, в должности заместителя командира роты по политической части.
С 20 декабря 1978 года начал преподавать боевые единоборства для офицеров Кронштадтского гарнизона.
В апреле 1982 года был назначен заместителем командира БЧ-5 в/ч 27236 (Учебный корабль «Гангут»), с июля 1986 по октябрь 1987 года служил пропагандистом в политическом отделе Кронштадтского гарнизона (в/ч 90281), с октября 1987 года по декабрь 1989 года был заместителем командира по политической части в/ч 56120 (Учебный корабль «Перекоп»), участник 26 дальних океанских походов с заходами в иностранные порты: Сирии, Алжира, Туниса, Ливии, Болгарии, Финляндии, Германии, Польши, Италии и пр.
С декабря 1989 года служил в в/ч 27177 (Центральный научно-исследовательский институт военного кораблестроения (1-й институт)).
В конце 1992 года написал рапорт с просьбой об увольнении по собственному желанию. С 12 января 1993 года на пенсии, уволен в запас. В период службы с 1979 по 1984 год учился заочно на философском факультете Ленинградского государственного университета.
За период службы был награждён рядом правительственных наград, среди которых ордена «За службу Родине в рядах ВС СССР 3 степени» (1990 г.), «За службу России», польская награда «Zlota Odznaka Honorowa», а также ряд медалей.

## Боевые искусства
Долгое время изучал различные виды боевых искусств, проходил стажировки в Польше, Франции, США и Японии. Закончил специальные курсы подготовки инструкторов Айкидо при Комитете по Физической Культуре и Спорту Исполкома Ленсовета и Государственного института Физической Культуры им. П. Ф. Лесгафта.
С 1992 года являлся президентом Федерации айкидо Санкт-Петербурга и Ленинградской области. С 26 октября 1996 года и до смерти Сэнсэя в 2010 году представлял в России Тамура-сэнсэя (Тамура Нобуёси). С ноября 2010 года и до смерти Сэнсэя в 2023 году являлся официальным представителем Ямада-сэнсэя (Ямада Ёсимицу) в России.
Вице-президент Международной евро-азиатской федерации айкидо, Член президиума Национального совета айкидо России, ректор Санкт-Петербургской академии айкидо . Президент Международного центра айкидзюдзюцу. Исполнительный директор Российского союза боевых искусств по Санкт-Петербургу.
Заслуженный мастер боевых искусств, Заслуженный тренер боевых искусств.
Обладатель:
- 8 Дан Айкидзюдзюцу
- 6 Дан Айкидо Айкикай[5],
- 5 Дан Дзёдзюцу,
- 4 Дан Кендзюцу.

В 2005 году за методическую разработку «Работа с оружием» для правоохранительных органов и спецподразделений был награждён Большой золотой медалью Сибирской Ярмарки. В 2006 году Российским союзом боевых искусств, присвоено почётное звание «Заслуженный наставник».
С 2007 года является чрезвычайным членом Общества биографических исследований Who is Who.
Автор нескольких книг по теории и практики боевых искусств, некоторые из них были изданы в открытой печати.
18 октября 2012 года Российским союзом боевых искусств присвоено звание — «Мастер Боевых Искусств».
В декабре 2012 года стал лауреатом национальной премии «Торнадо» в номинации: «За достижения в обеспечении развития Айкидо».
В 2013 году координатор по Айкидо Дирекции Всемирных игр боевых искусств 2013 (недоступная ссылка)
10 апреля 2015 года стал лауреатом высшей Российской награды в области боевых искусств — Национальной премии Российского союза боевых искусств «Золотой пояс».
В 2016 году Национальным Советом Айкидо России присвоена Высшая тренерская категория по Айкидо, сертификат номер А-78/13
6 апреля 2016 года объявлена благодарность Министра Спорта Российской федерации (приказ N29-нг от 06.04.2016г)
В сентябре 2016 года вручён золотой именной знак Российского Союза Боевых Искусств и серебряный «Перстень Магистра». 
С октября 2016 года член «Элитарного Клуба Хранителей Традиций Боевых Искусств»  
4 апреля 2017 года, решением Координационного Совета Международного Центра Айкидзюдзюцу, присвоено звание — «Международный Гранд Мастер Боевых Искусств», International Grand Master of Martial Arts.
12 июля 2017 года, решением Учёного Совета Академии Айкидо Санкт-Петербурга, присвоено высокое звание Академика.

## Личная жизнь
5 июня 1977 года женился на Гашуненковой Светлане Викторовне — студентке Ленинградского педагогического института им. Герцена.
13 августа 1979 года родился сын Алексей.
2 мая 1986 года родился сын Валентин.